# Landfass
Das Landfass war ein Flüssigkeitsmass im Schweizer Kanton Bern. Es ist dem Bandfass für Wein ähnlich.
- 1 Landfass = 6 Saum = 24 Eimer/Brente = 600 Maas/Pinte = 2400 Vierteli
- 1 Saum = 167,12 Liter[1]
- 1 Landfass = 1002,72 Liter
- 1 Landfass = 1 ½ Fass (normales Fass: 4 Saum = 16 Eimer)

Abweichend hatte auch 1 Pinte 1.649.726 Milliliter, was einem Landfass mit nur 989,84 Liter oder nach anderer Quelle 999 7⁄10 Liter entsprochen hätte.